# 冨田照

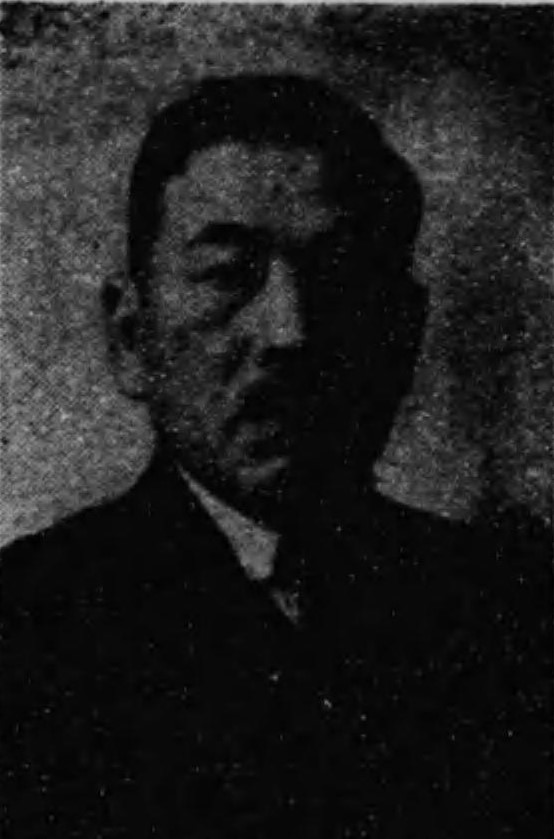
冨田照

冨田 照（とみた てらす、1892年（明治25年）3月10日 - 1957年（昭和32年）3月13日）は、明治末から昭和前期の教育者、政治家。衆議院議員（1期）。富田とも表記されている。

## 経歴
千葉県天羽郡湊町桜井（君津郡湊町、天羽町、富津町を経て現富津市桜井）で、富田伊三郎、たく の三男として生まれる。湊小学校分教場和合小学校を経て、1907年（明治40年）天羽農学校（現千葉県立天羽高等学校）を卒業し家業に従事した。
1908年（明治41年）9月、君津郡役所の要請で湊小学校の代用教員に就任。準教員を経て1910年（明治43年）教員検定試験に合格し訓導となる。その後、木更津町真舟小学校訓導、君津郡中村小学校訓導を歴任。1914年（大正3年）新宿精華高等女学校（現東海大学付属市原望洋高等学校）教員に転じた。
1915年（大正4年）東京駿河台国民英学会で英語を学ぶ。1917年（大正6年）日本大学（日大）に入学し、在学中の1920年（大正9年）に日大教務課長に就任。1921年（大正10年）日大専門部法律科を卒業した。その後も日大で勤務し、日大幹事、日大運動場設置委員、日大第四普通部（横浜京浜学園）創立総務、日大評議員、日大予科文科参与、日本大学校校友会常任幹事、日大新聞社常任理事、日大紫友会幹事、日大軍事委員、日大普通部経理監、日大維持委員、日大恩給財団管理者などを歴任した。その他、神奈川県図書館協会評議員、同理事も務めた。1946年（昭和21年）3月、日大第四中学校・第四商業学校・第四工業学校（現日本大学高等学校・中学校）の校長に就任した。
政界では、1926年（大正15年）実業同志会に加入し政治運動を開始。1928年（昭和3年）2月、実業同志会の支援を受け第16回衆議院議員総選挙で千葉県第1区から立候補したが落選。1930年（昭和5年）2月の第17回選挙では立候補を断念した。1947年（昭和22年）4月、第23回総選挙（千葉県第3区、日本自由党公認）で当選。日本自由党幹事、同組織部副部長、同政調会事務局長、同政調会文教副委員長などを務め、衆議院議員に1期在任した。
1955年（昭和30年）8月頃から体調が悪くなり、入退院を繰り返し、1957年1月、阿佐ヶ谷珠光会診療所に入院し、膵臓癌により同年3月に死去した。

## 国政選挙歴
- 第16回衆議院議員総選挙（千葉県第1区、1928年2月、実業同志会）落選[5]
- 第20回衆議院議員総選挙（千葉県第1区、1937年4月、中立）次点落選[8]
- 第21回衆議院議員総選挙（千葉県第1区、1942年4月、非推薦）落選[9]
- 第22回衆議院議員総選挙（千葉県全県区、1946年4月、日本自由党公認）落選[10][11]
- 第23回衆議院議員総選挙（千葉県第3区、1947年4月、日本自由党公認）当選[6][7]
- 第24回衆議院議員総選挙（千葉県第3区、1949年1月、民主自由党公認）落選[7][12]
- 第25回衆議院議員総選挙（千葉県第3区、1952年10月、自由党公認）落選[7][12]

## 著作
- 『政戦の跡を顧みて』富田照、1929年。
- 竹内金治郎編『野草の花』東寶書房、1959年。